# Taça de Portugal 1971-1972
La Taça de Portugal 1971-1972 fu la 32ª edizione della Coppa di Portogallo. Il Benfica vinse la competizione in finale contro i concittadini dello Sporting Lisbona 3-2 (dopo i supplementari) grazie ad una tripletta di Eusébio. Gli Encarnados si vendicano così della finale dell'edizione precedente vinta dallo Sporting e si aggiudicano la quindicesima coppa nazionale della loro storia.

## Squadre partecipanti
In questa edizione erano presenti:
- Le squadre di Primeira Divisão, qualificate ai sedicesimi di finale
- Le squadre di Segunda Divisão, qualificate al primo turno
- Le squadre di Terceira Divisão, qualificate al primo turno
- Le rappresentative coloniali, qualificate ai sedicesimi di finale.

### Primeira Divisão

#### 16 squadre
| - Académica - Atlético CP - Barreirense - Beira-Mar | - Belenenses - Benfica - Boavista - CUF Barreiro | - Farense - Leixões - Porto - Sporting Lisbona | - Tirsense - Vitória Guimarães - Vitória Setúbal - União de Tomar |

### Segunda Divisão

#### 32 squadre
| - Alba - Braga - Cova da Piedade - Covilhã - Espinho - Fafe - Famalicão - Gil Vicente | - Gouveia - Lusitano - Marinhense - Montijo - Nazarenos - Olhanense - Oriental Lisbona - Penafiel | - Peniche - Portimonense - Riopele - Sacavenense - Salgueiros - Sanjoanense - Seixal - Sesimbra | - Sintrense - Torreense - Torres Novas - Tramagal - Varzim - União de Coimbra - União de Lamas - União Leiria |

### Terceira Divisão

#### 64 squadre
| - Académico de Viseu - Ala-Arriba - Alferrarede - Alhandra - Alijoense - Almada - Alverca - Amiense - Amora - Anadia - Bombarralense - Bragança - Caldas - Calipolense - Casa Pia - Celoricense | - Chaves - Desp. Aves - Desportivo Beja - Eirense - Esperança Lagos - Estoril Praia - Estrela Portalegre - Faro e Benfica - Feirense - Freamunde - O Elvas - O Grandolense - Guarda - Juventude de Évora - Leça - Leiria e Marrazes | - Limianos - Lourosa - Lusitano VRSA - Luso - Marialvas - Mirandela - Moitense - Mortágua - Naval - Norte e Soure - Odivelas - Oliveirense - Ovarense - Paio Pires - Panasqueira - Penalva | - Portalegrense - Régua - São Pedro da Cova - Serpa - Silves - Sporting Lamego - União Almeirim - União de Montemor - União Santarém - Valecambrense - Vasco da Gama Sines - Vianense - Vieira - Vilanovense - Vila Real - Vizela |

### Rappresentative coloniali
- Marítimo (campione di Madera)
- Praiense (campione delle Azzorre)
- Independente SC (campione di Angola)
- Sporting Bissau (campione di Guinea portoghese)
- Textáfrica (campione di Mozambico)

## Primo turno
|                    | Risultato |                     |
| ------------------ | --------- | ------------------- |
| Vianense           | 1 - 3     | Varzim              |
| União Leiria       | 3 - 0     | União Santarém      |
| União de Coimbra   | 2 - 1     | União de Lamas      |
| Sporting Lamego    | 1 - 1     | Gil Vicente         |
| Covilhã            | 3 - 1     | Valecambrense       |
| Caldas             | 5 - 0     | Torreense           |
| Braga              | 1 - 0     | Vila Real           |
| Faro e Benfica     | 0 - 1     | Portimonense        |
| Vieira             | 1 - 2     | Famalicão           |
| Régua              | 0 - 1     | Freamunde           |
| Alba               | 1 - 0     | Marialvas           |
| Salgueiros         | 7 - 1     | Chaves              |
| Riopele            | 2 - 0     | Fafe                |
| Portalegrense      | 2 - 0     | O Elvas             |
| Panasqueira        | 0 - 2     | Lourosa             |
| Paio Pires         | 2 - 3     | Olhanense           |
| Nazarenos          | 1 - 1     | Sintrense           |
| Oriental Lisbona   | 2 - 2     | União de Montemor   |
| Oliveirense        | 2 - 0     | Ala-Arriba          |
| Norte e Soure      | 0 - 3     | Estrela Portalegre  |
| Mortágua           | 0 - 4     | Ovarense            |
| Moitense           | 1 - 2     | Lusitano VRSA       |
| Lusitano           | 4 - 1     | Esperança Lagos     |
| Limianos           | 0 - 0     | Leça                |
| Juventude de Évora | 2 - 1     | Silves              |
| O Grandolense      | 0 - 4     | Montijo             |
| Sesimbra           | 2 - 1     | Luso                |
| Peniche            | 6 - 1     | Leiria e Marrazes   |
| Vizela             | 3 - 0     | Desp. Aves          |
| Seixal             | 6 - 4     | Estoril Praia       |
| Penafiel           | 12 - 0    | Mirandela           |
| Odivelas           | 2 - 1     | União Almeirim      |
| Anadia             | 1 - 0     | Gouveia             |
| Eirense            | 0 - 3     | Espinho             |
| Cova da Piedade    | 4 - 0     | Serpa               |
| Feirense           | 1 - 0     | Académico de Viseu  |
| Desportivo Beja    | 0 - 1     | Amora               |
| Casa Pia           | 0 - 2     | Alverca             |
| Calipolense        | 2 - 2     | Bombarralense       |
| Bragança           | 1 - 5     | Vilanovense         |
| Marinhense         | 2 - 0     | Penalva             |
| Amiense            | 2 - 1     | Torres Novas        |
| Almada             | 1 - 2     | Vasco da Gama Sines |
| Alijoense          | 1 - 3     | São Pedro da Cova   |
| Alhandra           | 1 - 0     | Sacavenense         |
| Alferrarede        | 0 - 4     | Tramagal            |
| Sanjoanense        | 3 - 2     | Naval               |
| Guarda             | 1 - 1     | Celoricense         |

## Secondo turno
|                     | Risultato |                    |
| ------------------- | --------- | ------------------ |
| Vasco da Gama Sines | 3 - 2     | Estrela Portalegre |
| União Leiria        | 1 - 0     | Juventude de Évora |
| Espinho             | 2 - 0     | Varzim             |
| Covilhã             | 3 - 2     | Vizela             |
| Caldas              | 1 - 0     | Seixal             |
| São Pedro da Cova   | 0 - 0     | Anadia             |
| Sintrense           | 1 - 1     | Portimonense       |
| Salgueiros          | 1 - 0     | Alba               |
| Riopele             | 2 - 1     | Braga              |
| Oriental Lisbona    | 1 - 0     | Olhanense          |
| Oliveirense         | 0 - 2     | União de Coimbra   |
| Lusitano            | 1 - 4     | Peniche            |
| Lusitano VRSA       | 4 - 1     | Bombarralense      |
| Lourosa             | 0 - 1     | Sanjoanense        |
| Gil Vicente         | 4 - 2     | Freamunde          |
| Sesimbra            | 5 - 0     | Tramagal           |
| Odivelas            | 0 - 1     | Alhandra           |
| Famalicão           | 4 - 3     | Penafiel           |
| Cova da Piedade     | 0 - 1     | Portalegrense      |
| Montijo             | 4 - 0     | Amiense            |
| Feirense            | 3 - 3     | Vilanovense        |
| Celoricense         | 2 - 1     | Leça               |
| Marinhense          | 3 - 2     | Ovarense           |
| Alverca             | 1 - 0     | Amora              |

## Terzo turno
|                  | Risultato |                     |
| ---------------- | --------- | ------------------- |
| União Leiria     | 5 - 1     | Gil Vicente         |
| União de Coimbra | 2 - 2     | Riopele             |
| Covilhã          | 5 - 4     | Caldas              |
| Sintrense        | 3 - 1     | Espinho             |
| Oriental Lisbona | 3 - 1     | Alhandra            |
| Lusitano VRSA    | 5 - 1     | Celoricense         |
| Sesimbra         | 7 - 0     | Vasco da Gama Sines |
| Famalicão        | 2 - 0     | Salgueiros          |
| Anadia           | 2 - 1     | Alverca             |
| Cova da Piedade  | 2 - 0     | Montijo             |
| Feirense         | 0 - 1     | Marinhense          |
| Sanjoanense      | 3 - 1     | Peniche             |

## Quarto turno
|             | Risultato |         |
| ----------- | --------- | ------- |
| Sanjoanense | 2 - 1     | Covilhã |

## Sedicesimi di finale
|                 | Risultato |                   |
| --------------- | --------- | ----------------- |
| Porto           | 8 - 0     | Anadia            |
| União de Tomar  | 0 - 3     | Farense           |
| União Leiria    | 1 - 4     | Vitória Setúbal   |
| Textáfrica      | 1 - 3     | Leixões           |
| Tirsense        | 2 - 1     | Independente SC   |
| Sporting Bissau | 0 - 2     | Sintrense         |
| Beira-Mar       | 8 - 0     | Praiense          |
| Marítimo        | 1 - 2     | Sporting Lisbona  |
| Barreirense     | 3 - 1     | Lusitano VRSA     |
| CUF Barreiro    | 1 - 2     | Belenenses        |
| Boavista        | 2 - 1     | Oriental Lisbona  |
| Benfica         | 1 - 0     | União de Coimbra  |
| Marinhense      | 2 - 1     | Famalicão         |
| Atlético CP     | 5 - 1     | Sesimbra          |
| Sanjoanense     | 1 - 3     | Cova da Piedade   |
| Académica       | 1 - 2     | Vitória Guimarães |

## Ottavi di finale
|                  | Risultato |                   |
| ---------------- | --------- | ----------------- |
| Porto            | 3 - 1     | Farense           |
| Vitória Setúbal  | 3 - 0     | Beira-Mar         |
| Sporting Lisbona | 3 - 0     | Sintrense         |
| Tirsense         | 1 - 1     | Leixões           |
| Barreirense      | 0 - 2     | Cova da Piedade   |
| Benfica          | 5 - 1     | Marinhense        |
| Belenenses       | 1 - 0     | Vitória Guimarães |
| Atlético CP      | 1 - 0     | Boavista          |

## Quarti di finale
|                  | Risultato |                 |
| ---------------- | --------- | --------------- |
| Atlético CP      | 0 - 2     | Porto           |
| Sporting Lisbona | 4 - 1     | Leixões         |
| Cova da Piedade  | 3 - 6     | Benfica         |
| Belenenses       | 1 - 0     | Vitória Setúbal |

## Semifinali
|            | Risultato |                  |
| ---------- | --------- | ---------------- |
| Benfica    | 6 - 0     | Porto            |
| Belenenses | 2 - 3     | Sporting Lisbona |

## Finale
| Arbitro: | Francisco Lobo (Setúbal) |

|                       |           |                            |
| Eusébio 19’, 70’ 118’ | Marcatori | 51’ (rig.) Peres 61’ Dinis |

| Benfica | Sporting CP |

| Benfica     |    |                  |  |     |
|             |    |                  |  |     |
| POR         | 1  | José Henrique    |  |     |
| DIF         |    | Humberto Coelho  |  |     |
| DIF         |    | Adolfo Calisto   |  |     |
| DIF         |    | Artur Correia    |  |     |
| DIF         |    | Messias Timula   |  |     |
| DIF         |    | Diamantino Costa |  |     |
| CEN         |    | Vítor Martins    |  |     |
| CEN         | 6  | Jaime Graça ()   |  |     |
| CEN         |    | Toni             |  |     |
| ATT         | 10 | Eusébio          |  |     |
| ATT         |    | Nené             |  | 73’ |
| Sostituiti: |    |                  |  |     |
| ATT         |    | Rui Jordão       |  | 73’ |
| Allenatore: |    |                  |  |     |
| Jimmy Hagan |    |                  |  |     |

| Sporting Lisbona |    |                  |  |      |
|                  |    |                  |  |      |
| POR              | 1  | Vítor Damas      |  |      |
| DIF              | 6  | Pedro Gomes ()   |  |      |
| DIF              |    | José Carlos      |  |      |
| DIF              |    | Hilário          |  |      |
| DIF              |    | João Laranjeira  |  |      |
| CEN              | 10 | Fernando Peres   |  |      |
| CEN              |    | Fernando Tomé    |  | 104’ |
| CEN              |    | Vítor Gonçalves  |  |      |
| ATT              |    | Chico Faria      |  | 46’  |
| ATT              |    | Héctor Yazalde   |  |      |
| ATT              |    | Joaquim Dinis    |  |      |
| Sostituiti:      |    |                  |  |      |
| CEN              |    | Marinho          |  | 46’  |
| ATT              |    | Nélson Fernandes |  | 104’ |
| Allenatore:      |    |                  |  |      |
| Mário Lino       |    |                  |  |      |